# Sphyrna
Sphyrna és un gènere d'Esfírnids amb una distribució cosmopolita als oceans del món. El nom del gènere prové de la paraula grega σφῦρα sphyra "martell", també és d'on prové el nom de la família Sphyrnidae.
Els membres de Sphyrna solen habitar les aigües costaneres al llarg de la zona intermareal en lloc de l'oceà obert, ja que les seves preses (com ara invertebrats, peixos, rajades, petits crustacis i altres organismes bentònics) s'amaguen a les sorres i sediments d'aquestes zones. Els membres de Sphyrna també són coneguts per sinònims com Zygaena, Cestracion i Sphyrichthys . L'espècie més antiga descrita d'aquest gènere fou Sphyrna zygaena per Carl Linnaeus el 1758, mentre que l'últim membre descrit, Sphyrna alleni, fou descrita el 2024.
Les espècies reconegudes en aquest gènere són:
- Sphyrna alleni Gonzalez, Postaire, Driggers, Caballero, & Chapman, 2024[4]
- Sphyrna corona (S. Springer, 1940)
- Sphyrna gilberti Quattro, Driggers, Grady, Ulrich & M. A. Roberts, 2013[3]
- Sphyrna lewini (E. Griffith & C. H. Smith, 1834)
- Sphyrna media (S. Springer, 1940)
- Sphyrna mokarran (Rüppell, 1837) (llunada grossa)
- Sphyrna tiburo (Linnaeus, 1758)
- Sphyrna tudes (Valenciennes, 1822)
- Sphyrna zygaena (Linnaeus, 1758) (llunada d'ulls petits)

Extintes
- † Sphyrna arambourgi (Cappetta, 1970)
- † Sphyrna gibbesii (Hay, 1902)
- † Sphyrna integra (Probst, 1878)
- † Sphyrna laevissima ( Cope, 1867)
- † Sphyrna magna (Cope, 1867)